# Stenvillan

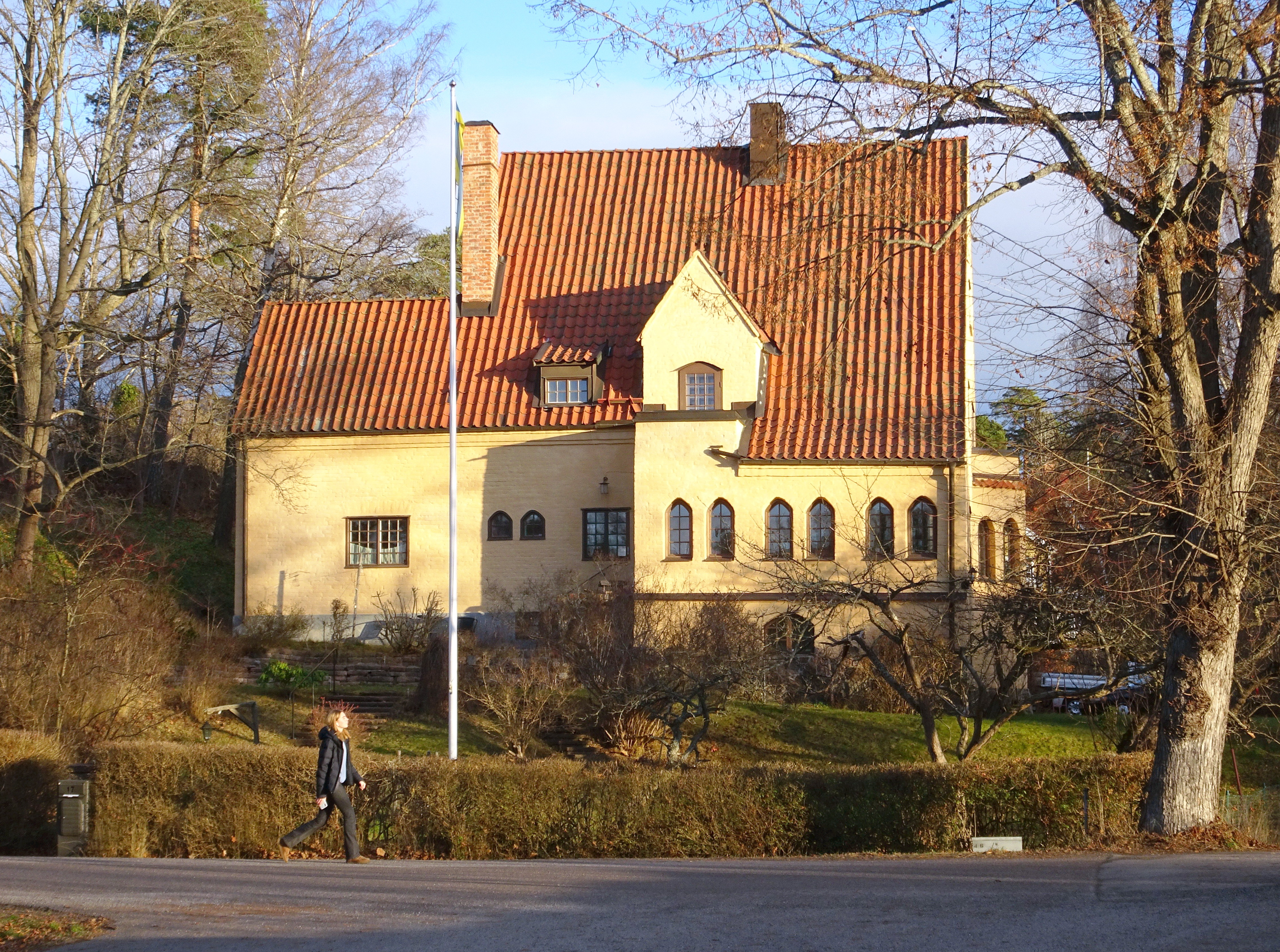
Stenvillan, fasad mot Gamla Allén, 2021.

Stenvillan (även Kyrkvillan) kallas en kulturhistoriskt värdefull byggnad belägen vid Gamla Allén 17 / Rättarbacken 1 i Saltsjö-Duvnäs i Nacka kommun. Villan ritades 1912 av arkitekt Carl Kempendahl.

## Byggnadsbeskrivning
Carl Kempendahl, som tidigt knöts till AB Saltsjö-Dufnäs Villatomter och även fungerade som deras rådgivare och byggnadschef var troligen villans arkitekt. Det finns inga ritningar bevarade men huset har stora likheter med Villa Cajanus som också ritades av Kempendahl vid samma tid. Stenvillan / Kyrkvillan är ett av de få tunga stenhus som uppfördes i Saltsjö-Duvnäs vid denna tid, för övrigt dominerar trähus i jugend och nationalromantisk stil.
Liksom Villa Cajanus ger även Stenvillan ett medeltida intryck med exteriören i pånyttfödd vasastil som påminner om Elis Benckerts Villa Lagercrantz i Djursholm och Carl Westmans Rådhus i Stockholm tillkomna 1910 respektive 1915. Fasadbehandling med slammat tegel och den ljusgula färgsättning är samma som för Villa Cajanus. Taken är branta och täckta av enkupigt taktegel, gavlarna saknar utskjutande taksprång. Fasaderna accentueras av småspröjsade fönster med brunmålade snickerier i olika former och storlekar. De står i kontrast till regelbunden parvis anordnade så kallade kyrkfönster på den utskjutande husdelen mot Gamla Allén och på burspråket mot Rättarbacken. Totalkonceptet är dock inte så påkostat som Villa Cajanus, vilket delvis sammanhänger med den mindre storleken.

### Bilder

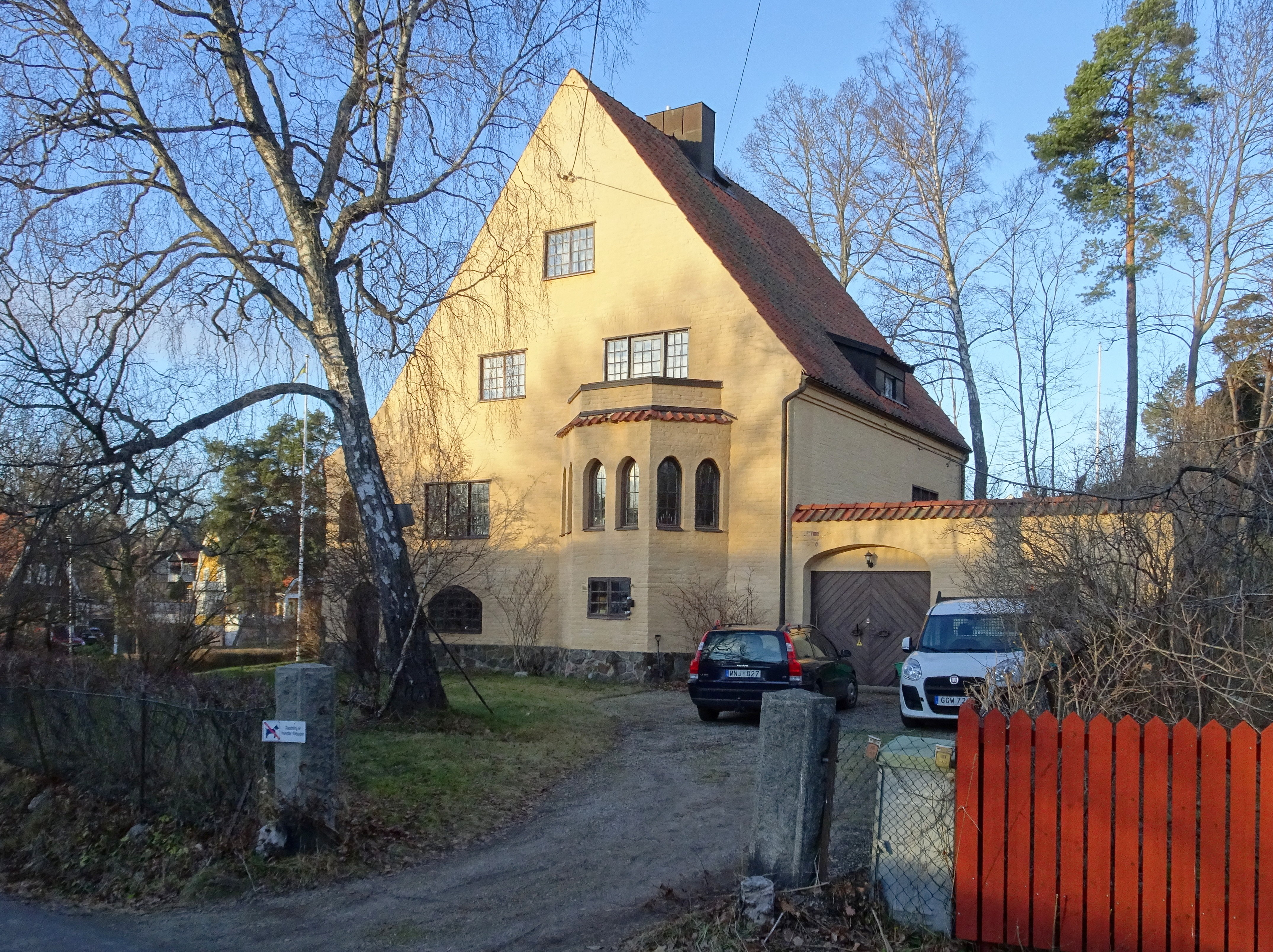
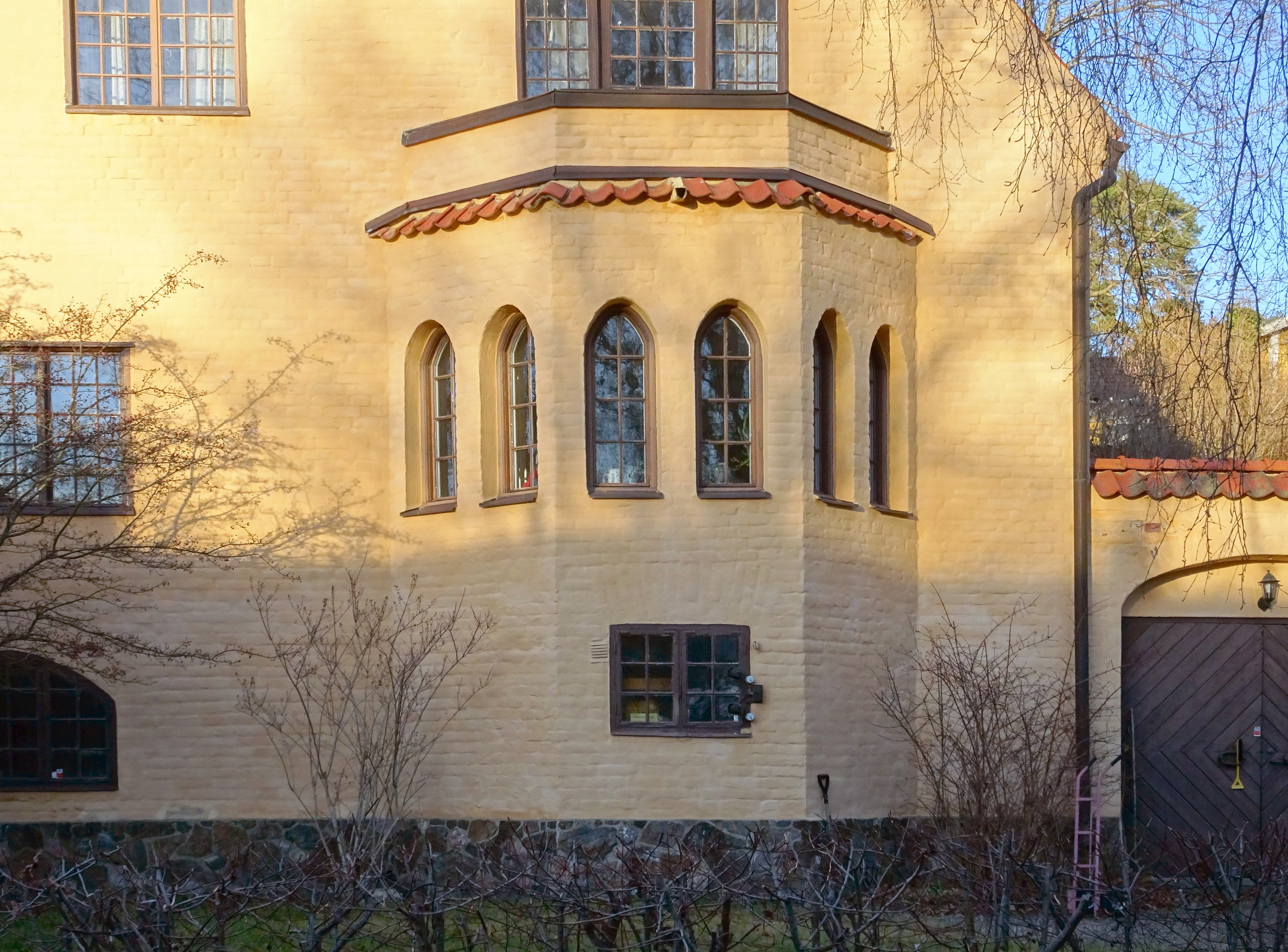
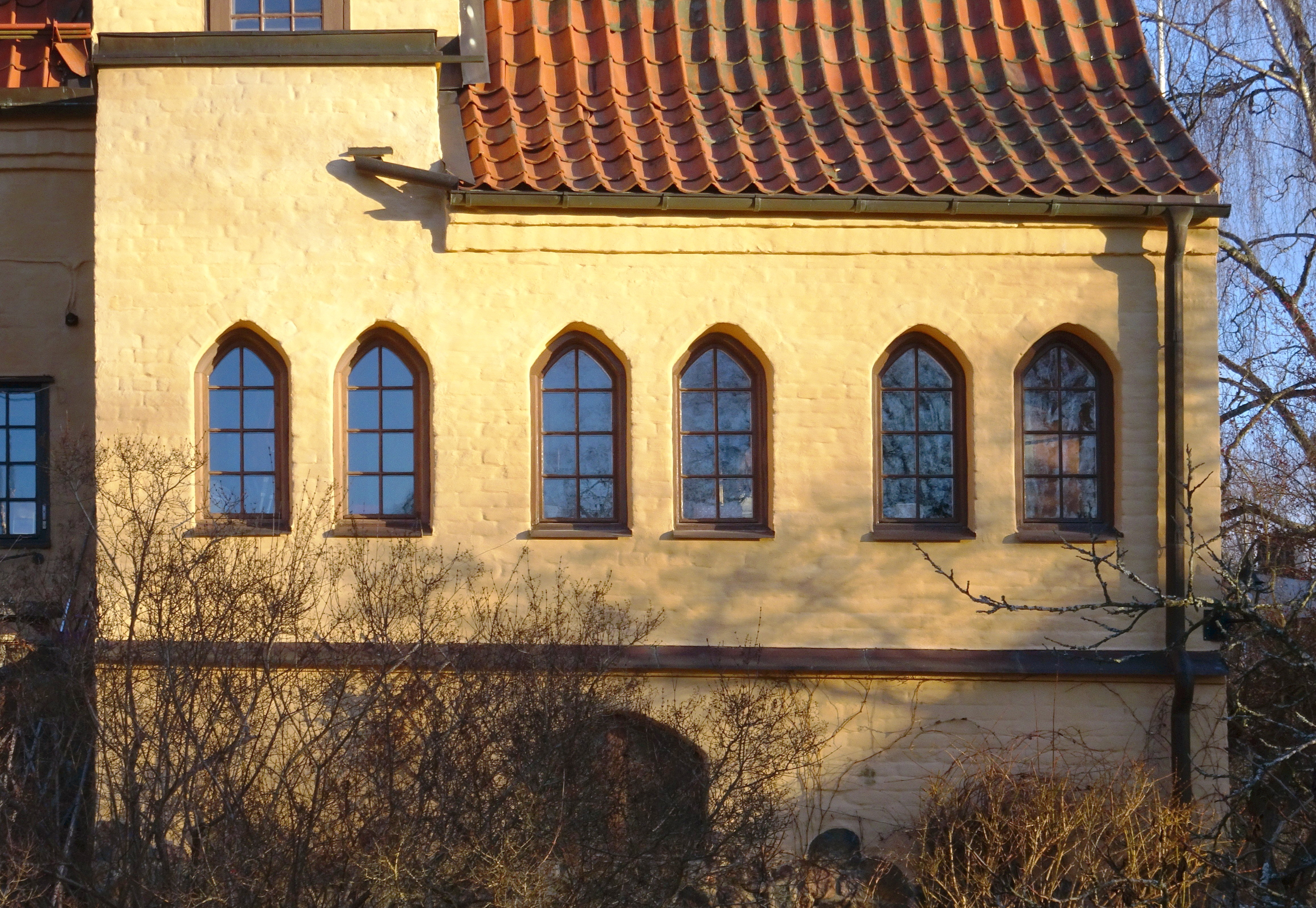
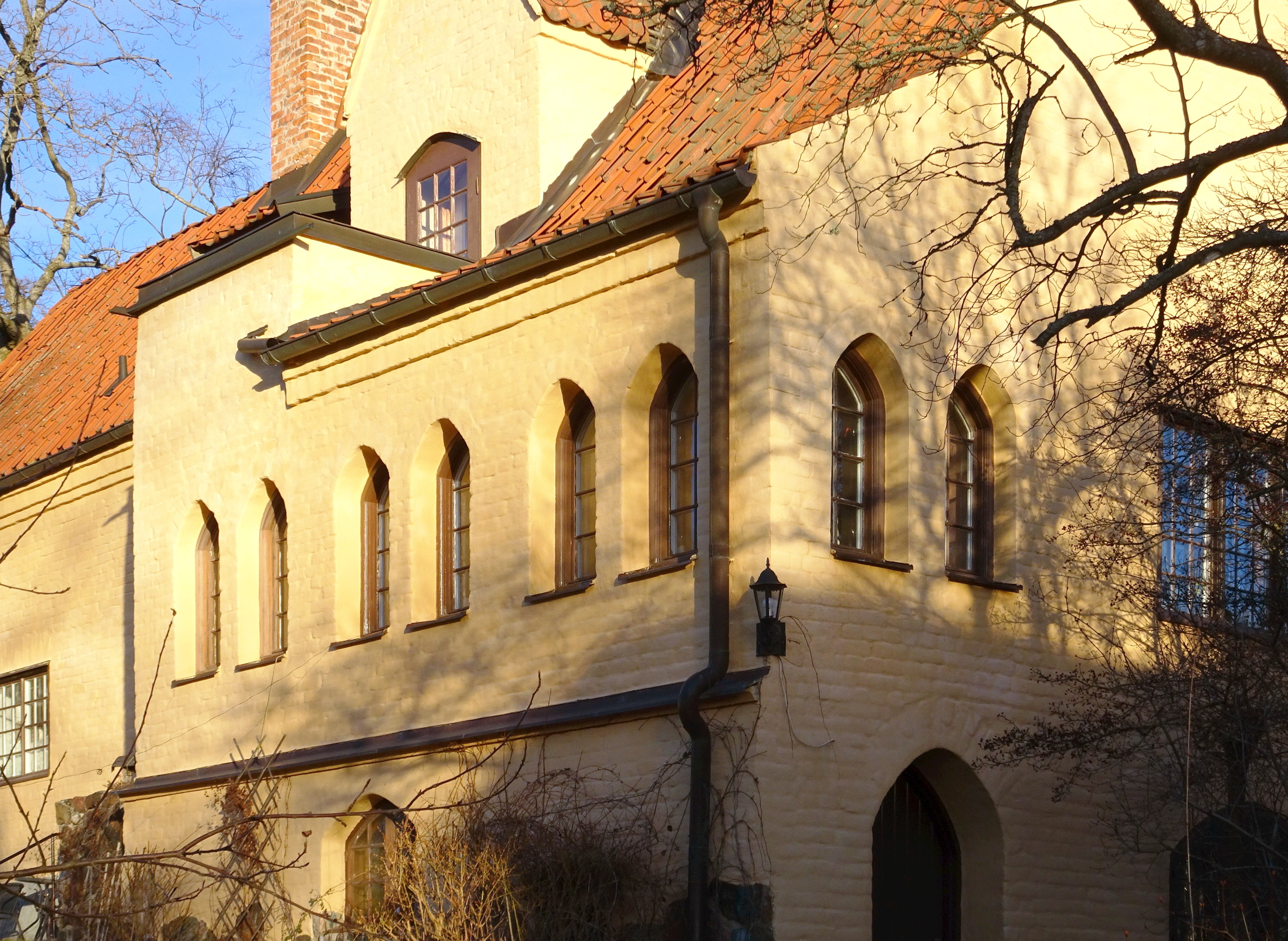